# Мухаммед аль-Башир
Му́хаммед аль-Ба́шир (араб. محمد البشير‎; род. июнь 1983, Машун, Джабаль-Завия, Идлиб, Баасистская Сирия) — сирийский политический и государственный деятель. 70-й премьер-министр Сирии, возглавлял Первое переходное правительство Сирии с 10 декабря 2024 по 29 марта 2025 года. Он также занимал пост премьер-министра Правительства спасения Сирии с 13 января по 10 декабря 2024 года. С 29 марта 2025 года занимает должность министра энергетики Сирии.

## Ранние годы жизни и образование
Аль-Башир родился в 1983 году в деревне Машун, расположенной в районе Джабаль-Завия мухафазы Идлиб. В 2007 году окончил Университет Алеппо по специальности «электротехника». К 2011 году аль-Башир стал руководителем отдела точных приборов на газовом заводе Сирийской газовой компании. После начала гражданской войны в Сирии он стал директором учебного заведения «Аль-Амаль», в котором учатся дети, пострадавшие от войны. В 2021 году получил степень в области шариата и права в Идлибском университете, а также сертификаты в области административной организации и управления проектами.

## Политическая карьера
До назначения на пост премьер-министра аль-Башир в течение двух с половиной лет занимал должность директора по исламскому образованию в министерстве вакуфа. Впоследствии он занимал должность заместителя директора, а затем директора по связям с ассоциациями в Министерстве развития и гуманитарных вопросов.
В январе 2024 года Совет шуры Правительства спасения Сирии проголосовал за избрание аль-Башира премьер-министром. Его предвыборная платформа была сосредоточена на электронном правительстве и автоматизации государственного управления. Его администрация снизила плату за недвижимость, смягчены правила планирования, и начали консультации по расширению плана зонирования города Идлиб. 5 марта 2024 года на фоне демонстраций против Хайат Тахрир аш-Шам (ХТШ) в Идлибе и наступления Рамадана, аль-Башир подписал указ об амнистии заключённых, которые не были осуждены за тяжкие преступления.
В конце ноября 2024 года ХТШ и другие оппозиционные группировки начали наступление на северо-западе Сирии, которое привело к захвату Алеппо и значительному расширению подконтрольных Правительству спасения территорий. На пресс-конференции аль-Башир заявил, что наступление было начато в ответ на нападения сирийских правительственных войск на мирных жителей, которые, по его словам, привели к перемещению «десятков тысяч» мирных жителей. 4 декабря 2024 года аль-Башир отправился в Алеппо, чтобы проконтролировать возобновление работы государственных учреждений, и похвалил сотрудников предыдущего правительства, которые вернулись к работе.
9 декабря 2024 года после падения режима Асада, аль-Баширу было поручено сформировать переходное правительство после встречи с лидером ХТШ Абу Мухаммадом аль-Джулани и уходящим в отставку премьер-министром Сирии Мухаммадом Гази аль-Джалали для координации передачи власти. На следующий день ему было официально поручено возглавить переходное правительство до 1 марта 2025 года. Занимал пост премьер-министра Сирии до 29 марта 2025 года.
29 марта 2025 года был назначен министром энергетики Сирии в новом правительстве.